# Cataract Gorge

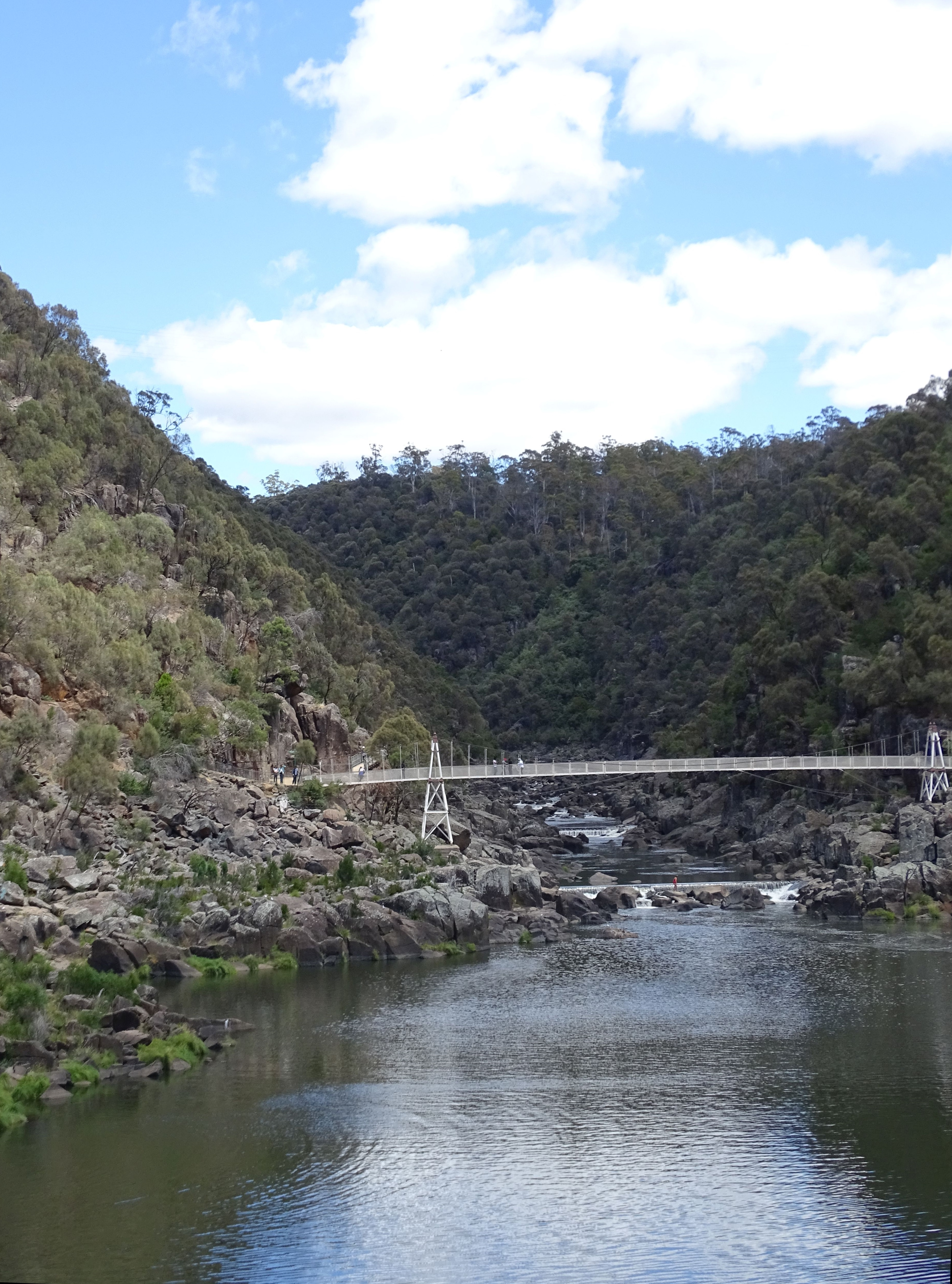
Cataract Gorge, v pozadí Alexandra Suspension Bridge

Rokle (resp. soutěska) Cataract Gorge je oblíbenou turistickou atrakcí na okraji Launcestonu v severní Tasmánii v Austrálii.

## Rokle
Soutěska, která se nachází asi 1,5 km od centra města, je jednou z hlavních atrakcí v regionu a je oblíbená u turistů i místních obyvatel. Podle známých záznamů byla objevena a popsána v roce 1804 námořním důstojníkem Williamem Collinsem (1760–1819), který na palubě průzkumné lodi HMS Lady Nelson navštívil také řeku Tamar River včetně přítoku South Esk River, kde se rokle nachází.

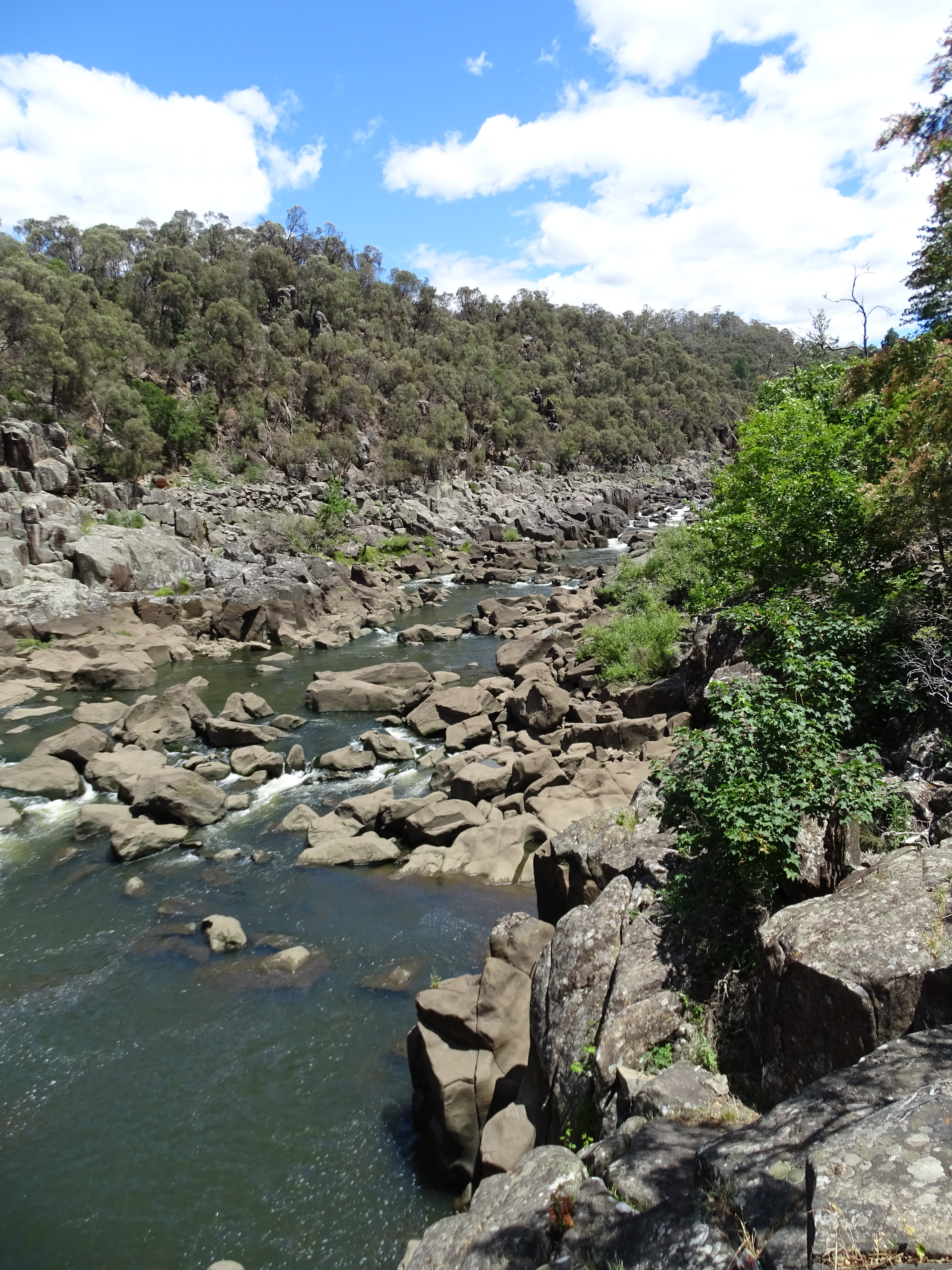
Cataract Gorge při nízkém stavu vody

Rozsáhlý areál nabízí četné turistické stezky, visuté mosty, svěží a někdy vzácnou vegetaci, viktoriánskou zahradu, možnosti šplhání a raftingu, bazén a několik restaurací. Dřívějším častým záplavám později zabránila přehrada vodní nádrže Lake Trevallyn, zřízená v padesátých letech 20. století.
Proti proudu South Esk River se nachází stará vodní elektrárna Duck Reach, uvedená do provozu v prosinci 1895, která dodávala proud Launcestonu. Vychází se z toho, že Launceston byl prvním městem jižně od rovníku, které bylo osvětleno elektřinou, generovanou vodní energií.

## Sedačková lanovka
V areálu se nachází sedačková lanovka, kterou je možné doprqavit se na druhou stranu rokle. Lanovka pochází z roku 1972 a je považována za sedačkovou lanovku s nejdelším rozpětím mezi dvěma podpěrami (308 m) na světě. Celkové rozpětí trati je 457 m.